# Evangelía Chantáva
Evangelía « Éva » Chantáva (en grec moderne : Ευαγγελία «Εύα» Χαντάβα) est une joueuse  grecque de volley-ball née le 26 octobre 1990 à Grevená. Elle mesure 1,83 m et joue au poste de réceptionneuse-attaquante. Elle totalise 4 sélections en équipe de Grèce.

## Clubs
| Club                     | De        | À         |
| ------------------------ | --------- | --------- |
| G.C Grevena              | 1999-2000 | 2004-2005 |
| Iraklis Salonique        | 2005-2006 | 2008-2009 |
| Olympiakos Le Pirée      | 2009-2010 | 2010-2011 |
| Terre Verdiane Volley    | 2011-2012 | 2011-2012 |
| Karşıyaka İzmir          | 2012-2013 | 2012-2013 |
| FC Vrilissia             | 2013-2014 | 2013-2014 |
| Lokomotiv Bakou          | 2014-2015 | 2014-2015 |
| CSM Târgoviște           | 2015-2016 | 2015-2016 |
| Fluminense Football Club | jan 2017  | mai 2017  |
| Bandung Bank BJB Pakuan  | jan 2018  | mai 2018  |
| PAOK Salonique           | 2018-2019 | 2019-2020 |
| Panathinaikos Athènes    | 2020-2021 | …         |

## Palmarès
- Coupe de Grèce
  - Vainqueur : 2011.
- Championnat d'Azerbaïdjan
  - Finaliste : 2015.
- Coupe de Roumanie
  - Vainqueur : 2016.
- Championnat de Roumanie
  - Finaliste : 2016.